# Рогоза, Прокофий Данилович
Прокофий Данилович Рогоза (1911, Лозоватка, Екатеринославская губерния — неизвестно)  — украинский советский партийный деятель, 1-й секретарь Днепродзержинского горкома КПУ, секретарь Днепропетровского промышленного обкома КПУ. Член Ревизионной Комиссии КПУ в феврале 1960 — марте 1966 г. Депутат Верховного Совета УССР 5-го созыва.

## Биография
Родился в 1911 году в селе Лозоватка (ныне Пятихатского района Днепропетровской области) в крестьянской семье.
С июня 1941 года — в Красной армии, участник Великой Отечественной войны. Служил в авиационных частях. С мая 1943 г.  — адъютант авиационной эскадрильи, с марта 1944 года — заместитель начальника штаба по оперативно-разведывательной части 7-го гвардейского штурмового авиационного полка 4-й воздушной армии.
Член ВКП(б) с 1944 года.
После демобилизации находился на ответственной партийной работе.
До 1958 года — заместитель секретаря партийного комитета, секретарь партийного комитета КПУ Днепровского металлургического завода имени Дзержинского города Днепродзержинска Днепропетровской области.
В 1958 — январе 1963 г.  — 1-й секретарь Днепродзержинского городского комитета КПУ Днепропетровской области.
В январе 1963 — декабре 1964 г.  — секретарь Днепропетровского промышленного областного комитета КПУ — председатель промышленного областного комитета партийно-государственного контроля. Одновременно, в январе 1963 — декабре 1964 г.  — заместитель председателя исполнительного комитета Днепропетровского промышленного областного Совета депутатов трудящихся.
В декабре 1964 — мае 1968 г.  — заведующий промышленного отдела Днепропетровского областного комитета КПУ.

## Звание
- гвардии старший лейтенант
- гвардии капитан

## Награды
- орден Красной Звезды (29.04.1944)
- орден Отечественной войны 2-й ст. (22.05.1945)
- медаль «За оборону Кавказа» (1.05.1944)
- медаль «За победу над Германией в Великой Отечественной войне 1941—1945 гг.» (9.05.1945)
- медали